# 大佛口
大佛口（英語：Tai Fat Hau）是香港島近灣仔西與金鐘東之間的地方，即金鐘道與皇后大道東的岔路口、先施保險大廈一帶。目前莊士敦道旁衛蘭軒就在此地。在第一次世界大戰前後一間日本資本的出入口公司「大佛洋行」（Daibutsu）設於莊士敦道口，其後二天堂中藥堂在上址開業，並於店外牆掛上一個佛像商標，香港人印像深刻，街坊們因此習慣稱此地方為大佛口。1990年代一間於皇后大道東的東美中心旁開設，但現已結業的連鎖食肆，亦以大佛口食坊為名。
1936年落成的中華循道公會香港堂乃位於當時的大佛口十字路口旁，有「紅磚禮拜堂」之稱，是灣仔三間有名的「紅磚屋」之一（另外兩間為活道紅磚屋及南固臺）。之後在1992年拆卸，1994年重建，到1998年落成。

## 相關
- 唐樓
- 二天堂中藥堂
- 大生大廈
- 日佔時代
- 明信片
- 灣仔天橋畫廊

## 外部連結
- 香港地方: 大佛口（页面存档备份，存于）
- 大佛口雜談（页面存档备份，存于）